# Ioan Opriș

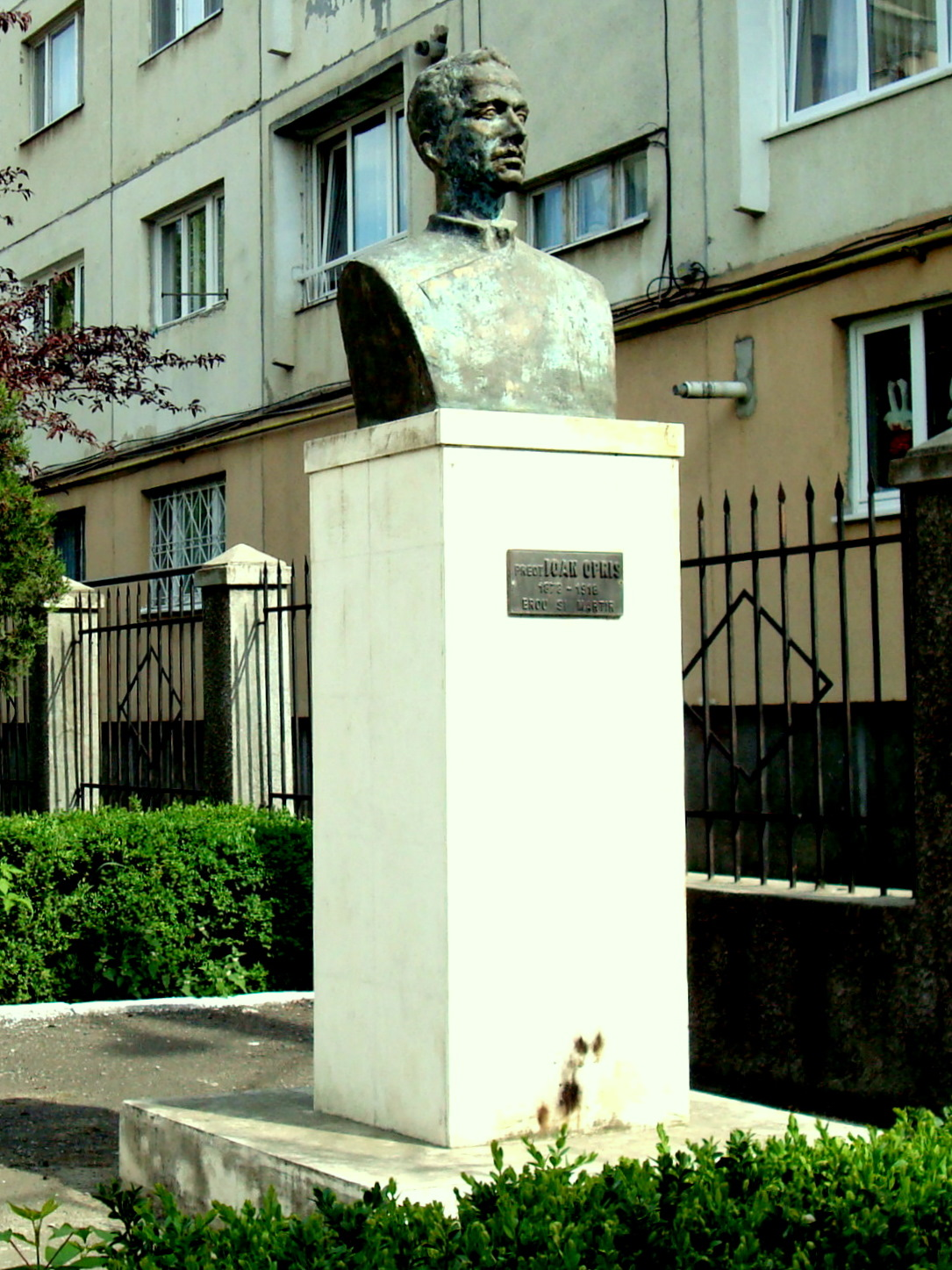
Bustul omagial al preotului-martir Ioan Opriș din Oprișani

Ioan Opriș (n. 1879 – d. 1918) a fost preot ortodox la fosta biserică de lemn ctitorită în anul 1866 de preotul Vasile Rus (1819-1867) din satul Cristiș, (azi Oprișani, cartier al orașului Turda). 
În preajma Marii Uniri din 1918 a îndemnat oamenii sa meargă la Alba Iulia, i-a chemat în biserică și i-a pus să jure că nu vor trăda România. Un soldat din jandarmeria maghiară l-a împușcat în ușa bisericii pe data de 8 noiembrie 1918. Nu a mai apucat să-si vadă visul împlinit. Avea doar 40 de ani, tată a 7 copii.  
În amintirea lui, familia regală a dat în anul 1924 un decret, fostul sat Cristiș primind numele de Oprișani.
Inițial a fost înmormântat în curtea bisericii de lemn „Adormirea Maicii Domnului” în care a slujit. Pe mormânt a existat o placă funerară inscripționată. Cu ocazia ridicării noii biserici „Adormirea Maicii Domnului” pe terenul fostei biserici, în anii 70-80 ai secolului al XX-lea, rămășițele sale au fost reînhumate sub altarul noii biserici. Fosta placă funerară a dispărut (probabil se află în prezent în posesia urmașilor preotului). Lângă altar se găsește o placă comemorativă pe care se indică că preotul Ioan Opriș, cel care a dat numele cartierului Oprișani, este îngropat sub acest altar.
În memoria preotului-martir, în acest cartier a fost ridicat în anul 2004 un bust omagial, opera sculptorului Emilian Savinescu, în curtea Bisericii Ortodoxe „Adormirea Maicii Domnului” situată pe Str. Ion Opriș, nr.1, iar o școală din Oprișani a primit numele de „Școala Ioan Opriș”.

## Galerie de imagini

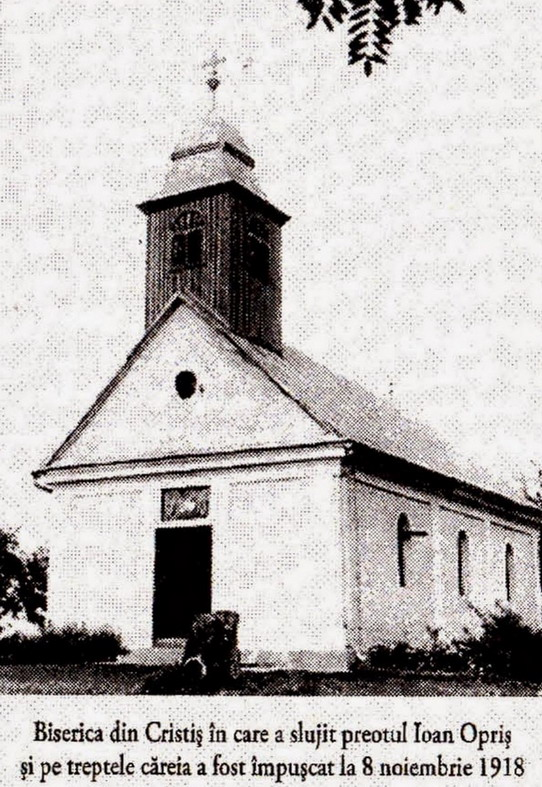
Fosta biserică „Adormirea Maicii Domnului” din Cristiș-Oprișani unde a slujit preotul Ioan Opriș
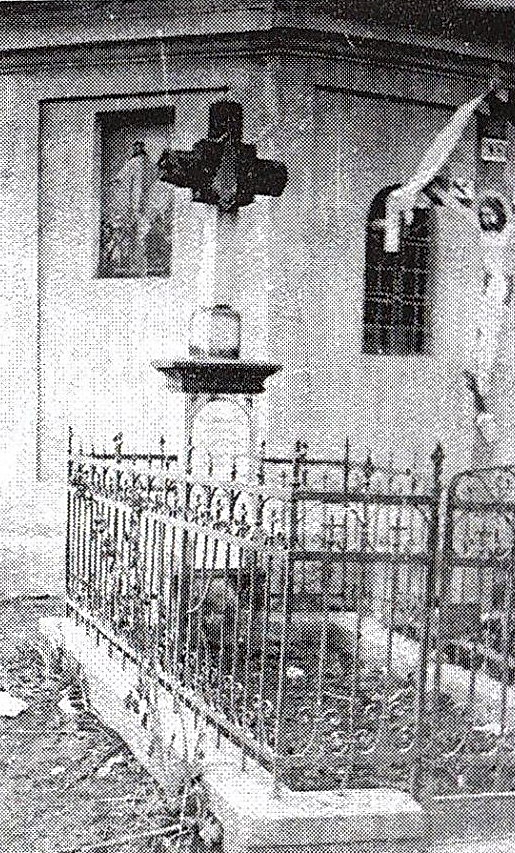
Fostul mormânt al preotului Ioan Opriș din curtea bisericii „Adormirea Maicii Domnului”
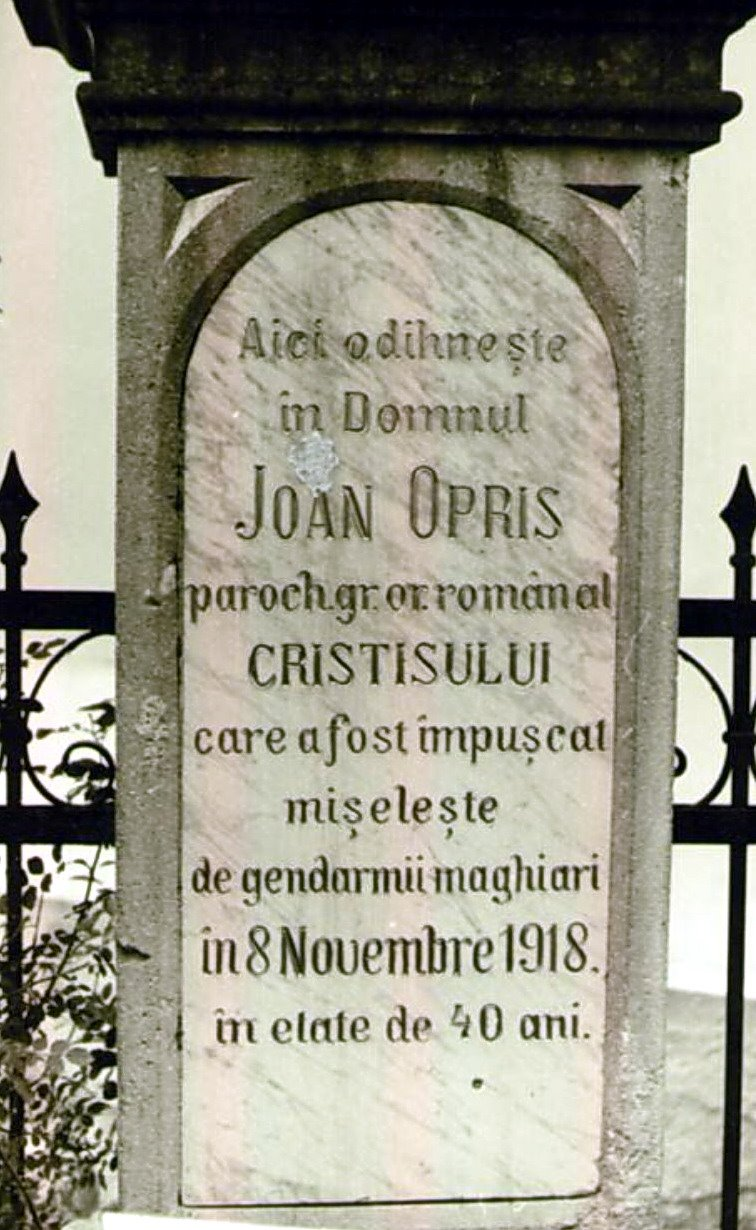
Fosta piatră funerară de pe mormântul preotului Ioan Opriș din curtea bisericii
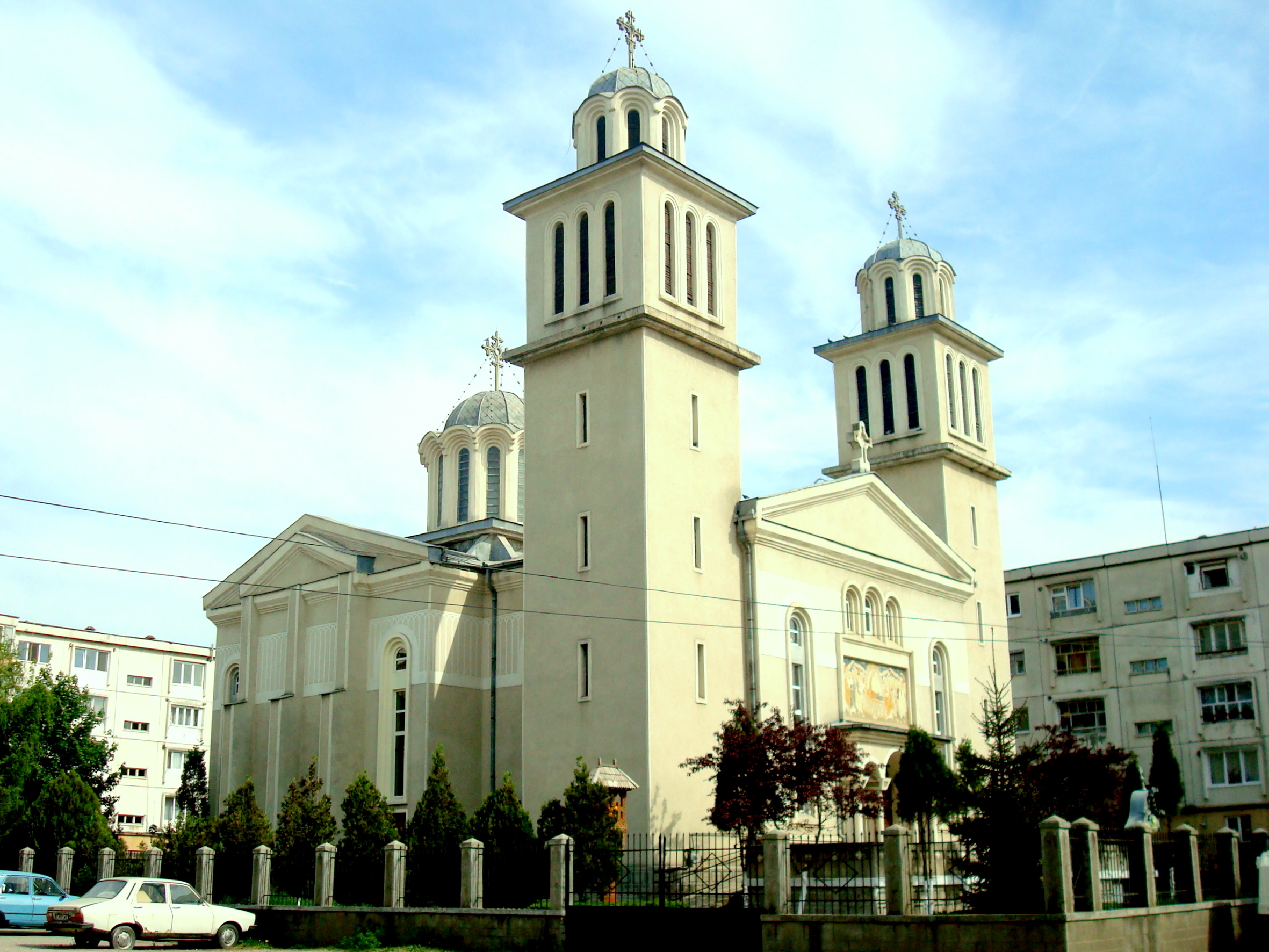
Noua biserică ortodoxă „Adormirea Maicii Domnului” din Oprișani (str.Ioan Opriș nr.1)
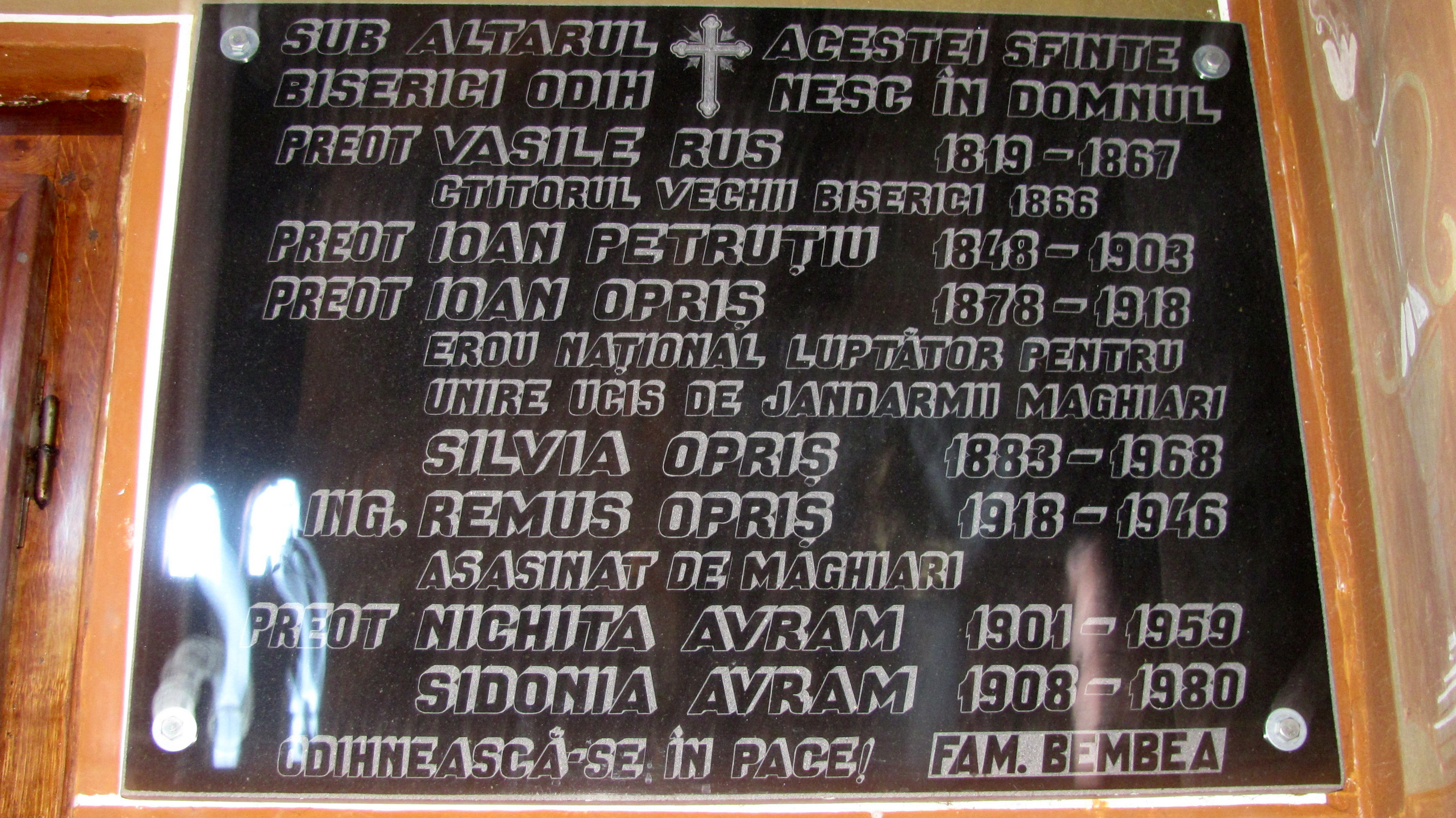
Placa comemorativă de pe altarul bisericii "Adormirea Maicii Domnului" sub care a fost reînhumat preotul Ioan Opriș